# Checkpoint Bravo

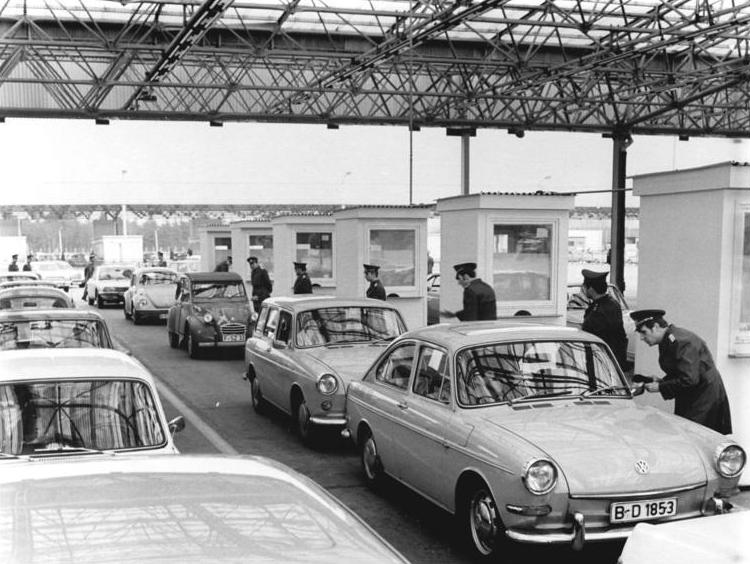
Checkpoint Drewitz-Dreilinden

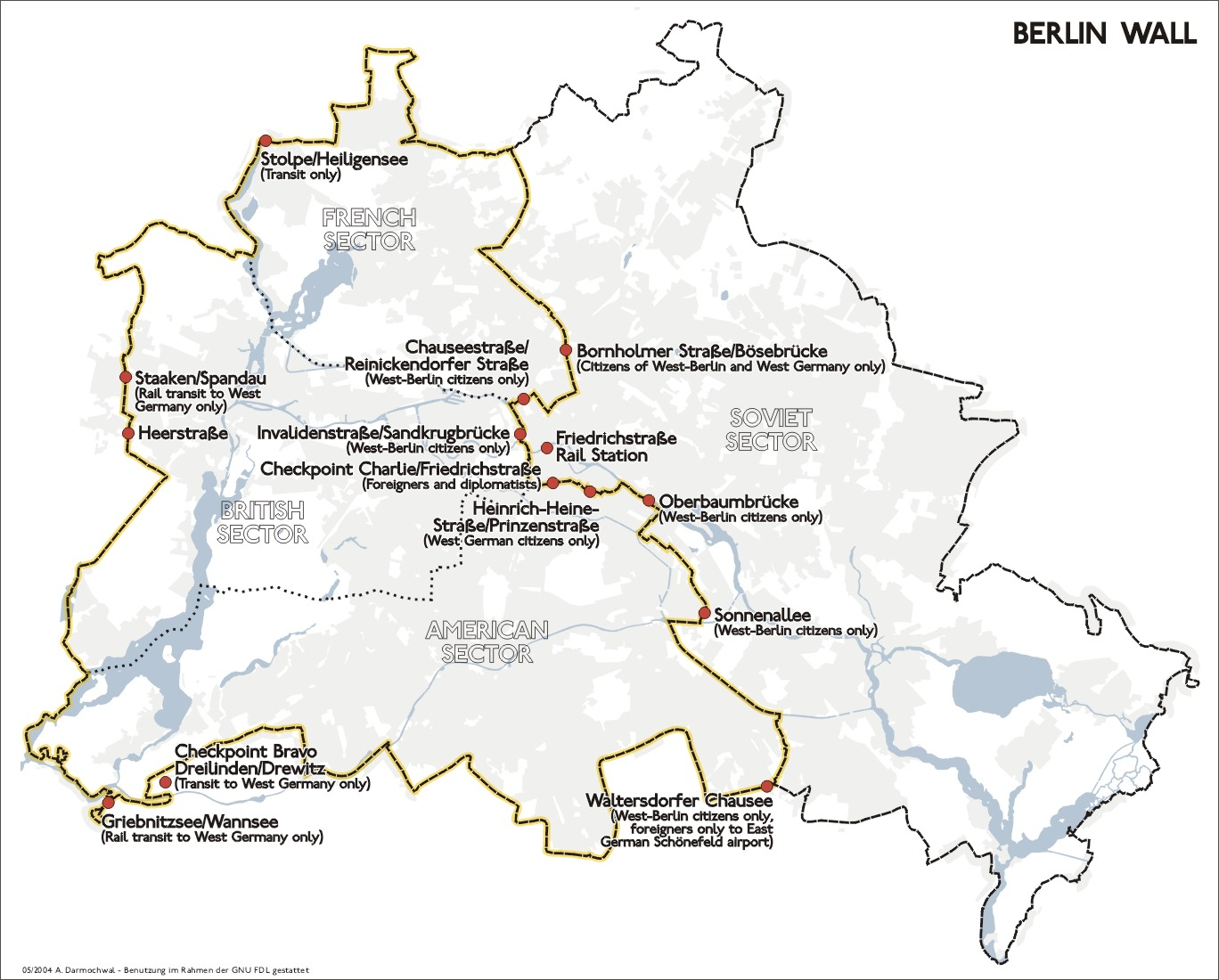
Karta över Berlin som delad stad med dess gränsövergångar. Dreilinden/Checkpoint Bravo ligger i sydväst.

Checkpoint Bravo även känt som Dreilinden efter skogsområdet Dreilinden är en tidigare kontrollpunkt, Checkpoint Drewitz-Dreilinden, i sydvästra Berlin. Här kontrollerades transittrafiken på motorvägen mellan Västberlin och Västtyskland genom DDR. Det var den sista rastplatsen i Västberlin innan transitmotorvägen i DDR tog vid. Den stora anläggningen lades ner 1990 men än idag står byggnader kvar som påminner om platsens historia.
Checkpoint Bravo var en av de tre kontrollpunkter som amerikanerna upprättade tillsammans med Helmstedt-Marienborn (Checkpoint Alpha) och Checkpoint Charlie. Den första kontrollpunkten Bravo låg vid en bro över Teltowkanalen. 1968–1973 byggdes den nya kontrollpunkten som ritades av Rainer G. Rümmler och Hans Joachim Schröder.